# ゴールドポイントマーケティング
株式会社ゴールドポイントマーケティング（英語: Goldpoint Marketing Co.,LTD.）は、ヨドバシカメラの子会社で、クレジットカード会社である。

## 概要
ソニーファイナンスインターナショナルのソニーカード提携カード「ヨドバシゴールドポイントIC eLIO」の提携終了に伴い、2010年（平成22年）11月1日に同クレジットカード事業を継承し、クレジットカード名称を「ゴールドポイントカード・プラス」に変更した。
クレジットカード事業全般について、三井住友カードと業務提携を行なっており、カード入会審査業務をプロセント（旧SMBCファイナンスサービス）に業務委託している。

## 沿革
- 2010年
  - 3月29日 - ヨドバシカメラ100%出資子会社として設立。
  - 11月1日 - ソニーファイナンスインターナショナルより「ヨドバシゴールドポイントIC eLIO」事業を継承、名称を「ゴールドポイントカード・プラス」に変更。
  - 12月16日 - 動産総合保険「お買い物プロテクション」開始。

## クレジットカード
ゴールドポイントカード・プラス
- 入会費・年会費無料。近年発行のものには、非接触型決済機能も持つ。
- 国際ブランドはVisaのみ。
- 電子マネーEdy機能付き（2012年5月中旬以降発行のカードからはEdyが廃止された）。Edyで支払うと、ゴールドポイントが200円毎に1ポイント付与される。
- ヨドバシカメラゴールドポイントカード機能付き。ヨドバシカメラ店頭にて本クレジットカードを提示した上で現金・ゴールドポイント・各種電子マネー支払い可能。
- ヨドバシカメラ店頭にて、本クレジットカードで支払った場合のゴールドポイント還元率は、現金支払いよりも有利で、商品自体のポイントとショッピング利用分のそれぞれが付与される（他社クレジットカードでは商品自体のポイントのみとなり、ゴールドポイントカードアプリ経由の認証ではない場合2%マイナス）。
- クレジットカードとして利用があった月の翌月に、支払金額の1%がヨドバシカメラのゴールドポイントとして付与される（ただし、電子マネーチャージはポイント付与対象外）。